# Želary
Želary é um filme de drama tcheco de 2003 dirigido e escrito por Ondřej Trojan. Foi indicado ao Oscar de melhor filme estrangeiro na edição de 2004, representando a República Tcheca.

## Elenco
- Anna Geislerová - Eliška / Hanulka
- György Cserhalmi - Joza
- Jaroslava Adamová - Lucka
- Iva Bittová - Žeňa
- Anna Vertelárová - Helenka